# 8732 Чемпіон
8732 Чемпіон (8732 Champion) — астероїд головного поясу, відкритий 8 грудня 1996 року.
Тіссеранів параметр щодо Юпітера — 3,589.